# Jaime Rodríguez
Jaime Alberto Rodríguez Jiménez (San Salvador, 17 de janeiro de 1959) é um ex-futebolista hondurenho que atuava como defensor.

## Carreira
Jaime Alberto Rodríguez fez parte do elenco da histórica Seleção Salvadorenha de Futebol da Copa do Mundo de 1982. 